# コルシカ人
コルシカ人（英語: Corsican people）は、インド・ヨーロッパ語族イタリック語派に属するトスカーナ系民族で、主にコルシカ島に分布する。
- コルシカ人に帰属すると考えている人。
- コルシカ語を母語とする人。

## 著名な人々
- ジャン・チベリ
- フランソワ・レオタール
- ボナパルト家:
  - シャルル・マリ・ボナパルト（同島のフランス貴族、ナポレオン一世の父）
  - マリア・レティツィア・ボナパルト（ナポレオン一世の母）
  - ナポレオン・ボナパルト（フランス帝国皇帝、ナポレオン一世）
  - ジョゼフ・ボナパルト（ナポリ王、スペイン王）
  - ルイ・ボナパルト（ホラント王）
  - ジェローム・ボナパルト（ヴェストファーレン王）
  - リュシアン・ボナパルト（カニーノ公爵）
  - カロリーヌ・ボナパルト（ナポリ王妃）
  - エリザ・ボナパルト（トスカーナ大公妃）
  - ポーリーヌ・ボナパルト（グアスタッラ公妃）
- ジョゼフ・フェッシュ（聖職者、ナポレオン一世の叔父）
- パスカル・パオリ（コルシカ独立戦争指導者、政治家）
- ポッツォ・ディ・ボルゴ（政治家、ボナパルト家の縁戚）
- シャルル・パスクワ（政治家、フランス内務大臣）
- フランソワ＝グザヴィエ・オルトリ（フランス国民教育大臣、大蔵大臣、欧州諸共同体委員長）
- アンリ・トマジ
- レティシア・カスタ（女優、映画監督）
- アリゼ（歌手）
- マリオン・バルトリ（プロテニス選手）
- マリー＝クロード・ピエトラガラ（バレエダンサー、振付師）
- マチュー・フラミニ（サッカー選手）

## 著名な一族

### ボナパルト家
イタリアのロンバルディア州にルーツを持つイタリア系コルシカ人の一族。代々コルシカ島の地主の家柄であり元来は血統貴族であったが、ジェノヴァ共和国統治下のコルシカには貴族制がなかったため正式な貴族ではなかったが、コルシカ独立戦争の敗戦後、シャルル・マリ・ボナパルトはフランス側へ転向し、正式に貴族の一員となった。その子であるナポレオン・ボナパルトの代にフランス革命後の混乱を収拾し軍事独裁政権（フランス第一帝政）を樹立すると、数多の戦争（ナポレオン戦争）と婚姻政策により領土を拡張しイギリス、ロシア、オスマン帝国の領土を除いたヨーロッパ大陸の大半を支配下に置き、帝国の下に築かれたいくつもの傀儡国家に自らの兄弟や縁戚を国王として置き栄華を極めた。だが、最終的に対仏大同盟におけるナポレオンの敗北と流刑と共に一度は没落した。
ナポレオン一世の甥・ナポレオン三世の代にフランス第二共和制大統領を経て1852年に再び帝国を再興（フランス第二帝政）するが1870年に普仏戦争でナポレオン三世自身が捕虜となったことをきっかけに帝政は崩壊し、共和制に移行し王室としてのボナパルト家は断絶した。